# Ryan Kamp
Ryan Kamp, né le 12 décembre 2000 à Bréda, est un coureur cycliste néerlandais, spécialiste du cyclo-cross.

## Biographie
Ryan Kamp est un spécialiste du cyclo-cross. Lors de la saison 2017-2018, il est champion des Pays-Bas de cyclo-cross juniors (moins de 19 ans) et médaillé de bronze au championnat du monde de la catégorie.
Chez les espoirs (moins de 23 ans), il remporte le championnat du monde et le championnat d'Europe en 2020, ainsi que le championnat des Pays-Bas en 2019 et 2020. En 2021, il est battu aux mondiaux espoirs, où il termine deuxième derrière son compatriote Pim Ronhaar, mais il remporte une nouvelle fois le championnat d'Europe.
Il obtient un contrat professionnel avec Pauwels Sauzen-Bingoal à partir de la saison 2020, mais sur le long terme, il ne parvient pas à s'affirmer face à la concurrence interne d'Eli Iserbyt et Michael Vanthourenhout. Son contrat n'est pas été prolongé fin 2023. Depuis lors, il court en cyclo-cross pour un sponsor privé, mais est également soutenu par Alpecin-Deceuninck, qui l'intègre à son équipe de développement. Il participe ainsi à des épreuves sur route pendant la saison estivale. Au début de la saison de cyclo-cross 2024-2025, il est impliqué dans un différend avec Iserbyt au Be-Mine Cross à Beringen, au cours duquel ce dernier a intentionnellement endommagé la roue de Kamp. 
Avec l'équipe néerlandaise, Kamp devient  champion du monde de cyclo-cross en relais mixte en 2023. Son meilleur résultat sur une manche de Coupe du monde est une cinquième place à Troyes en 2023. Il décroche plusieurs victoires sur le calendrier international de cyclo-cross en Espagne et aux Pays-Bas.

## Palmarès en cyclo-cross
| - 2016-2017 - 2e du championnat des Pays-Bas de cyclo-cross juniors - 7e du Superprestige juniors - 2017-2018 - Champion des Pays-Bas de cyclo-cross juniors - Superprestige juniors #1, Cyclo-cross de Gieten - Superprestige juniors #4, Cyclo-cross de Ruddervoorde - Superprestige juniors #7, Vlaamse Aardbeiencross - Brico Cross juniors, Eecklo - Nacht van Woerden juniors, Woerden - Cyclo Cross Huijbergen juniors, Huijbergen - International Cyclocross Rucphen juniors, Rucphen - 2e du Superprestige juniors - 7e de la Coupe du monde juniors - Médaillé de bronze du championnat du monde de cyclo-cross juniors - 2018-2019 - Champion des Pays-Bas de cyclo-cross espoirs - 6e du Superprestige espoirs - 7e du championnat du monde de cyclo-cross espoirs - 2019-2020 - Champion du monde de cyclo-cross espoirs - Champion des Pays-Bas de cyclo-cross espoirs - Coupe du monde espoirs #6, Cyclo-cross de Nommay - Coupe du monde espoirs #7, GP Adrie van der Poel - Trophée des AP Assurances espoirs #4, Hotondcross - Trophée des AP Assurances espoirs #7, Brussels Universities Cyclocross - 2e de la Coupe du monde espoirs - 2e du Superprestige espoirs - 5e du Trophée des AP Assurances espoirs - 8e du championnat d'Europe de cyclo-cross | - 2020-2021 - Champion d'Europe de cyclo-cross espoirs - Médaillé d'argent du championnat du monde de cyclo-cross espoirs - 9e du Superprestige espoirs - 10e du X²O Badkamers Trofee - 2021-2022 - Champion d'Europe de cyclo-cross espoirs - 2e du championnat des Pays-Bas de cyclo-cross espoirs - 5e de la Coupe du monde espoirs - 6e du championnat du monde de cyclo-cross espoirs - 2022-2023 - Champion du monde de cyclo-cross en relais mixte - Coupe d'Espagne #2, Pontevedra - Ciclocross Internacional Xaxancx, Marín - GP Oisterwijk, Oisterwijk - 3e du championnat des Pays-Bas de cyclo-cross - 2023-2024 - Internationale Cyclocross Rucphen, Rucphen - 5e du championnat d'Europe de cyclo-cross - 9e de la Coupe du monde |

## Palmarès sur route
- 2018
  - 1re étape du Tour du Pays de Vaud (contre-la-montre par équipes)
- 2025
  - 2e de la Puivelde Koerse

### Classements mondiaux
| Année                                 | 2021  | 2022  | 2023  |
| ------------------------------------- | ----- | ----- | ----- |
| Classement mondial                    | 2339e | 2511e | 2679e |
| UCI Europe Tour                       | 1561e | 1535e | nc    |
|                                       |       |       |       |
| Légende : nc = non classéSource : UCI |       |       |       |